# STREET VALUE
『STREET VALUE』（ストリート・バリュー）は、日本のロックバンドであるスターリンの4枚目のオリジナル・アルバム。
1991年7月21日にアルファレコードよりリリースされた。前作『殺菌バリケード』よりおよそ10ヶ月ぶりにリリースされた作品であり、全曲共に作詞は遠藤ミチロウ、作曲はLENINGRAD PARADISE、プロデューサーは寺田康彦およびSTALINとなっている。なお、LENINGRAD PARADISEとは遠藤と斉藤律のユニット名である。
レコーディングは同年にアバコクリエイティブスタジオおよびLDKスタジオに行われ、前作『殺菌バリケード』の、ポップパンクの要素にエアロスミスのようなアメリカンハードロックの要素を足した作品となっている。その為ブックレットの写真も岩石廃墟を背景に全員革のジャケットを着用してハードロッカーのような雰囲気を醸し出している。STREET VALUEという言葉には「俺たちは好きなようにやる。値打ちはお前たちで決めてくれ」という意味が込められている。
先行シングルは存在せず、本作と同日にシングルカットとして「WILD GHETTO」がリリースされている。この曲は前年のツアーより「クルド」というタイトルで演奏されていたが、音源化に際してタイトルを改変した。

## 背景、録音
前作『殺菌バリケード』リリース後、10月25日には東欧ツアーの模様を収録したライブビデオ『最後の赤い夏〜STALIN CALL IN EAST EUROPE』がリリースされた。しかし、アルバムは売上が伸びず、この頃は主にライブ活動がメインとなっており、新生スターリンの曲だけではなくザ・スターリン時代の曲も多く演奏するようになっていた。
ライブツアーは前作のレコーディングに参加した遠藤、斉藤律、安達親生、三原重夫の4人で行われ、安達はおとなしめにベースを弾いていたが、三原が「お前は上手いんだから」と言い続けた結果ある日のライブから突然ダイナミックな演奏をするようになったという。
レコーディングに際してはメンバーチェンジはなく、前作と同じメンバーで行われた。前作に続きプログラミングとして、アルファレコード所属の福富幸宏が参加している。

## 音楽性
ライブアルバム『行方不明 〜LIVE TO BE STALIN〜』のライナーノーツにてライターの大野祥之は、「エゴイスト」に関してイギー・ポップ&ザ・ストゥージズやMC5に通ずるパンクの原点的であると述べ、「限りある限り」に関してはアメリカン・ハード・ポップ的であると捉え、「スターリンの変幻自在な音楽性」と表現している。
芸術総合誌『ユリイカ9月臨時増刊号 総特集*遠藤ミチロウ1950-2019』においてライターの行川和彦は、全曲が遠藤と斉藤との共作である事を指摘し、「WILD GHETTO」がエアロスミスを彷彿させる事や、ジャケット写真なども含めて「当時のアメリカン・ハード・ロック調の派手で豪快な音が目立って当時驚かされた」と表記している。また遠藤のボーカルが力強く声も良く出ていると指摘した他、「エゴイスト」は「タイトなハード・パンク・ロック」、「限りある限り」はミディアム・テンポでじっくり進む切なく力強い名曲」、「日曜日は遊ばない」と「火の海」は「まったりした長尺ラヴ・ソング」と表現した。しかし、当時遠藤自身が音楽の方向性を見失っていた時期であった事もあり、遠藤は本作のハード・ロック的な要素を嫌がっていたという。また前作『殺菌バリケード』（1990年）と本作は自身の意向よりもメンバーやレコード会社の意向が強かったと後に述懐している。

## ツアー
本作を受けて開始されたライブツアーの中から、1991年6月2日、7月19日、20日のインクスティック鈴江ファクトリー公演から選曲されたライブアルバム『行方不明 〜LIVE TO BE STALIN〜』が同年12月21日にリリースされた。

## 批評
| 専門評論家によるレビュー | 専門評論家によるレビュー |
| レビュー・スコア         | レビュー・スコア         |
| 出典                     | 評価                     |
| ------------------------ | ------------------------ |
| CDジャーナル             | 肯定的                   |
| ユリイカ                 | 肯定的                   |

批評家たちからは本作の音楽性に対して肯定的な意見が挙げられており、音楽情報サイト『CDジャーナル』では、本作の総評として「パンクが手段に過ぎない感じで、曲自体はバラエティー豊か」と音楽性の幅広さを指摘しており、パンク調の曲よりも「日曜日は遊ばない」、「火の海」に関して「スローにうたをきかせる曲が聴きもの」と一部スローテンポの曲に関して肯定的に評価、芸術総合誌『ユリイカ9月臨時増刊号 総特集*遠藤ミチロウ1950-2019』においてライターの行川和彦は、本作が「音も含めてミチロウ史上最もロックでストレートなアルバム」であると述べた他、「明快な良作と言い切れる仕上がりである」と肯定的に評価した。

## 収録曲
- CDブックレットに記載されたクレジットを参照[7]。

| 全作詞: 遠藤ミチロウ、全作曲: LENINGRAD PARADISE。 |                                                                          |              |                    |      |
| #                                                  | タイトル                                                                 | 作詞         | 作曲・編曲         | 時間 |
| 1.                                                 | 「水中飛行船」                                                           | 遠藤ミチロウ | LENINGRAD PARADISE | 4:29 |
| 2.                                                 | 「WILD GHETTO」                                                          | 遠藤ミチロウ | LENINGRAD PARADISE | 4:01 |
| 3.                                                 | 「限りある限り」                                                         | 遠藤ミチロウ | LENINGRAD PARADISE | 4:53 |
| 4.                                                 | 「王様の耳からロボットが飛び出して裸になった悲しみが今日もアメに化ける」 | 遠藤ミチロウ | LENINGRAD PARADISE | 3:44 |
| 5.                                                 | 「独裁者を責めないで!」                                                  | 遠藤ミチロウ | LENINGRAD PARADISE | 4:04 |
| 6.                                                 | 「コンボイ」                                                             | 遠藤ミチロウ | LENINGRAD PARADISE | 4:07 |
| 7.                                                 | 「日曜日は遊ばない」                                                     | 遠藤ミチロウ | LENINGRAD PARADISE | 6:57 |
| 8.                                                 | 「エゴイスト」                                                           | 遠藤ミチロウ | LENINGRAD PARADISE | 3:45 |
| 9.                                                 | 「MYSTERIOUS TERRITORY」                                                 | 遠藤ミチロウ | LENINGRAD PARADISE | 4:03 |
| 10.                                                | 「火の海」                                                               | 遠藤ミチロウ | LENINGRAD PARADISE | 6:38 |
| 合計時間:                                          | 合計時間:                                                                | 46:41        |                    |      |

## スタッフ・クレジット
- CDブックレットに記載されたクレジットを参照[8]。

### スターリン
- 遠藤ミチロウ - ボーカル
- 三原重夫 - ドラムス
- 斉藤律 - ギター
- 安達親夫 - ベース

### 参加ミュージシャン
- 福富幸宏 - プログラミング

### スタッフ
- 寺田康彦 - プロデューサー、ミックス・エンジニア（スタジオA）、レコーディング・エンジニア（アバコクリエイティブスタジオ、LDKスタジオ）
- スターリン - プロデューサー
- 中川直彦 - アシスタント・エンジニア
- 金井光晴 - アシスタント・エンジニア
- 光藤光 - アシスタント・エンジニア
- 土田真康 - ディレクター
- 原神一 - アートディレクター
- 辻悠詞 (RICE) - デザイン
- もりしたけん (PMP) - CGプログラマー
- 川本満雄 - 写真撮影
- 渡辺ノブハル - ヘアー・メイク・アップ
- 川上登（JAP工房） - スタイリスト
- 高野陽子（JAP工房） - スタイリスト
- 旭浩樹（協同プロモーション） - アーティスト・マネージャー
- 安江水伊那 (BQ) - アーティスト・マネージャー
- YAMAHA R&D - スペシャル・サンクス
- アリアプロII - スペシャル・サンクス
- ピーヴィー・エレクトロニクス - スペシャル・サンクス
- S・T・K - スペシャル・サンクス
- FARM (SHIBA SAN) - スペシャル・サンクス
- モリダイラ楽器 (SAKAMOTO SAN) - スペシャル・サンクス
- K.NUWY (YOSHIDA SAN) - スペシャル・サンクス
- KEY (NAKAZARO SAN) - スペシャル・サンクス
- ヒップランドミュージック - スペシャル・サンクス
- 石垣章 - スペシャル・サンクス
- TOM 永島 - スペシャル・サンクス